# Saison 10 d'Alice Nevers : Le juge est une femme
Chronologie
Saison 9 Saison 11
Cet article présente les épisodes de la dixième saison de la série télévisée Alice Nevers : Le juge est une femme.

## Distribution
- Marine Delterme : Alice Nevers, juge d'instruction
- Jean-Michel Tinivelli : Commandant Fred Marquand
- Noam Morgensztern : Max, officier de police
- Guillaume Carcaud : Victor Lemonnier
- Daniel-Jean Colloredo : Le médecin légiste
- Alexandre Varga : Mathieu Brémont, compagnon d'Alice
- Pierre Santini : Jacques Nevers, père d'Alice (épisodes 1, 4 et 5)
- Jean Dell : Édouard Lemonnier, greffier (épisode 1)

## Liste des épisodes

### Épisode 1:Jardin secret
- France : 26 janvier 2012 sur TF1

- France : 5,94 millions de téléspectateurs (21,2 % de part de marché)[1] (première diffusion)

- Joyce Bibring : Justine Gourmet
- Bastien Bouillon : Valentin Fauvel
- Clovis Fouin : Xavier Rothen
- Wadeck Stanczak : Pierre Gourmet
- Sophie Le Tellier : Nelly Gourmet

### Épisode 2:Animal
- France : 26 janvier 2012 sur TF1

- France : 5,37 millions de téléspectateurs (21,5 %)[1] (première diffusion)

- Anne Loiret : Florence Terraillon
- Noëlla Dussart-Finzi : Frédérique Bartholi
- Jean-François Pagés : Philippe Llorens
- Patrick Haudecœur : Bruno Bartholi
- Flore Bonaventura : Émilie Bartholi
- Sylvain Levitte : Jules Martial
- Laure Gouget : Aurore
- Jalil Naciri : Abdel Belachab
- Roch Leibovici : Benoit Rioux
- Arnaud Humbert : Bart

### Épisode 3:Meurtre discount
- France : 2 février 2012 sur TF1

- France : 6,88 millions de téléspectateurs (24,9 %)[2] (première diffusion)

- Hélène Médigue : Emmanuelle Bertrand
- Francis Perrin : Pierre Bertrand
- Karine Lyachenko : Véronique
- Mohamed Hicham : Karim Benaoui
- Soufiane Guerrab : Mourad Benaoui
- Martin Mallet : Alex Kowalski
- Pierre Laclau : Vigile Yann Leroux
- Angus Boulaire : Lucas

### Épisode 4:En plein cœur
- France : 2 février 2012 sur TF1

- France : 6,3 millions de téléspectateurs (25,5 %)[2] (première diffusion)

- Alexandra Naoum : Isabelle Doré
- Aurélie Konaté : Roxane Roussel
- Cyrille Eldin : Simon Le Moine
- Alexandre Le Provost : Bastien Dormel
- Fabrice Deville : Stylo
- Pierre Val : Arnaud Vassin

### Épisode 5:Famille en péril
- France : 9 février 2012 sur TF1

- France : 6,56 millions de téléspectateurs (23,6 %)[3] (première diffusion)

- Anne Sherbinina : Natalia Galati
- Fanny Feret : Camille Leman
- Hubert Saint-Macary : Alexandre Leman
- Philippe Chaine : Julien Leman
- Michel Ruhl : Didier Blaizot
- Coralie Audret : Dina
- Anton Yakovlev : Dimitri Matesko
- Alexandre Yakovlev : Costi Galati
- Martine Borg : Mme Renard

### Épisode 6:Bio Connection
- France : 9 février 2012 sur TF1

- France : 6,15 millions de téléspectateurs (25,9 %)[3] (première diffusion)

- Catherine Marchal : Françoise Forrestier
- Francis Renaud : Michel Forrestier
- Marianne Groves : Catherine Vial
- Tony Verzele : Kevin Forrestier
- Ibrahim Koma : Lucas
- Christian Julien : Avocat Kevin
- Coralie Audret : Dina
- Marion Trémontels : Stella Guyard